# Bol'šoj Ljachovskij
L'isola Bol'šoj Ljachovskij (in russo Большой Ляховский остров; in italiano "isola Grande di Ljachov"), è la più grande delle isole di Ljachov, a loro volta parte dell'arcipelago delle isole della Nuova Siberia tra il mare di Laptev e il mare della Siberia orientale, nel nord della Russia.
L'isola è la 112° nella lista delle isole più grandi del mondo.
Amministrativamente appartiene al Bulunskij ulus della Repubblica autonoma di Sacha-Jacuzia.

## Geografia
Bol'šoj Ljachovskij è situata a circa 43 km dalla costa Ojogos-Jar (берег Ойогос-Яр, bereg Ojogos-Jar) sulla terraferma, da cui è separata dallo stretto di Dmitrij Laptev (пролив Дмитрия Лаптева, proliv Dmitrija Lapteva); 13,5 km a nord-ovest si trova Malyj Ljachovskij, da cui è divisa dallo stretto Ėterikan (пролив Этерикан, proliv Ėterikan).
L'isola ha una forma irregolare, vagamente ovale, orientata da nord-ovest a sud-est, con un lungo promontorio, la penisola Kigiljach (полуостров Кигилях, poluostrov Kigiljach), nella parte sud-occidentale. Dall'estremità della penisola fino ai pressi di capo Orto-Jurjach (мыс Орто-Юрях, mys Orto-Jurjach) a est, misura approssimativamente 120 km, mentre, da capo Malyj Ban'kin (мыс Малый Банькин, mys Malyj Ban'kin) a nord fino alla costa meridionale, misura circa 60 km. Ha una superficie di 5.185 km²,, raggiunge un'altitudine massima di 311 m s.l.m. sul monte Ėmij-Tas (гора Эмий-Тас, gora Ėmij-Tas) e ha uno sviluppo costiero di 355 km.

### Idrografia
Sono presenti numerosi corsi d'acqua che, sgorgando dai rilievi centrali, scorrono in tutte le direzioni. In senso orario, partendo da nord, i più lunghi sono il Bol'šoj Ėterikan (река Большой Этерикан, reka Bol'šoj Ėterikan) e il Malyj Ėterikan (р. Малый Этерикан) che nascono entrambi dalle pendici del monte Chaptagaj-Tas (г. Хаптагай-Тас), riunendosi poi poco prima di sfociare a est; l'Orto-Jurjach (р. Орто-Юрях) nasce da alcuni rilievi a est del monte Chaptagaj-Čochčur (г. Хаптагай-Чохчур) e sfocia nei pressi del capo omonimo; l'Usuk-Jurjach (р. Усук-Юрях), che a metà del suo corso riceve il Sarsyn (р. Сарсын); il Nerpalach (р. Нерпалах) nasce dalle pendici orientali del Chaptagaj-Čochčur, riceve due affluenti, il Levyj Nerpalach (р. Нерпалах Левый) e il Pravyj Nerpalach (р. Нерпалах Правый), e sfocia a sud; il Bol'šoj Ban'kina (р. Большой Банькина) possiede diverse sorgenti, una delle quali sgorga dal Chaptagaj-Tas e un'altra dal monte omonimo (г. Большой Банькина), e poi sfocia a sud, dopo aver ricevuto alcuni affluenti; il Zimov'e (р. Зимовье), che sfocia poco a ovest del Bol'šoj Ban'kina, nasce invece dal monte Čallach-Chaja (г. Чаллах-Хая); il Chastyr (р. Хастыр) nasce da una zona paludosa nel sud-ovest, riceve due lunghi affluenti, il Mar-Jurjach (р. Мар-Юрях) e l'Ajan-Jurjach (р. Аян-Юрях), e sfocia a ovest; infine la Bludnaja (р. Блудная), il più lungo, nasce delle pendici settentrionali del Čallach-Chaja e sfocia con un ampio estuario a ovest.
Numerosi sono anche i laghi, distribuiti soprattutto lungo i corsi d'acqua e nelle zone umide costiere. Le concentrazioni maggiori si hanno lungo tutta la costa occidentale e nei pressi di capo Orto-Jurjach a est. I più grandi sono formati da più laghi ravvicinati come i Kegeljach-Kjuël'lere (озёра Кегелях-Кюёльлере, ozëra Kegeljach-Kjuël'lere) e i Chastyr-Kjuël' (озёра Хастыр-Кюёль) che si trovano tra la Bludnaja e il Chastyr; il Tëgjurjuk-Kjuël' (озеро Тёгюрюк-Kюёль) a nord della Bludnaja è invece un lago singolo, così come il Tjuėrt-Kjuële (о. Тюэрт-Кюёле) e il Častnoe (о. Частное) a sud del Chastyr.  Gli Ikki-Kjuël' (озёра Икки-Кюёль) sono una coppia di laghi che è situata pressoché al centro dell'isola.
Lungo le coste piuttosto regolari, intervallate solo dalle foci dei fiumi, si aprono poche insenature come il golfo di Malakatyn (залив Малакатын, zaliv Malakatyn) nel sud-ovest, creato dalla curva meridionale della penisola Kigiljach, e il golfo Šestoj (залив Шестой), molto più piccolo del precedente, lungo la parte settentrionale della stessa penisola. Nel nord-ovest si trova un vasto banco marino chiamato Boruoga (отмель Боруога, otmel' Boruoga), al cui interno si trovano tre piccole isole senza nome. Un altro banco senza nome si sviluppa lungo la costa orientale, dall'estuario dell'Orto-Jurjach fin quasi all'estremità sud-orientale.

### Geologia
L'isola è costituita da molti strati rocciosi piegati e fagliati, risalenti a differenti ere geologiche. Sono presenti strati di rocce metamorfiche e torbiditi precambriane, torbiditi e rocce ignee mesozoiche, e sedimenti cenozoici. Nella parte sud-orientale si trovano messe a nudo le più antiche rocce metamorfiche precambriane: quelle dell'inizio del Proterozoico sono scisti e anfiboliti, quelle del tardo Proterozoico sono arenarie scistose e quarzose, e scisti quarzo- sericiti (torbiditi) e fillitici. La maggior parte dell'isola è comunque costituita da torbiditi della fine del Giurassico e dell'inizio del Cretaceo, interstratificate con arenarie a grana fine, siltiti e argilliti. Tra tutte queste strutture si frappongono graniti e granodioriti del tardo Cretaceo.
Una copertura di sedimenti non consolidati, del Cenozoico, ricopre l'intera isola. Questi sedimenti includono ghiaie colluviali, alluvionali e deltizie, sabbie, argille e carboni risalenti al Paleocene e all'Eocene; e sabbie alluvionali, lacustri, deltizie e marine costiere, e argille che contengono strati e lenti di ghiaia risalenti all'Oligocene e al Miocene. Su questo strato ne giace un altro del Pliocene e del Pleistocene composto da sabbie colluviali, alluvionali e marine costiere, da silt e da argille che sporadicamente contengono strati di ghiaia. I sedimenti marini costieri sono composti da gusci di molluschi e da pezzi di lignite. In questi sedimenti si è sviluppato uno spesso strato di permafrost caratterizzato da solidi cunei di ghiaccio. Contrariamente alle interpretazioni di Eduard von Toll e dei primi geologi, all'interno dell'isola sono del tutto assenti ghiaccio e depositi glaciali.
Datazione al carbonio-14 di ossa, avorio e resti di piante; datazione a termoluminescenza di sedimenti che contengono ossa; e datazione all'uranio-torio delle torbe, sono i dettagliati studi geologici che hanno chiarito la stratigrafia, l'origine e l'età dei sedimenti e del permafrost che von Toll trovò nelle scogliere meridionali dell'isola. Romanovskij e Andreev hanno rilevato che questi sedimenti descritti da von Toll, contenenti frammenti di ossa e legno, sono in realtà sedimenti alluvionali, termocarsici, eolici e lacustri che stanno alla base dei differenti livelli a terrazza del suolo. Studi più recenti hanno rilevato che sulle isole della Nuova Siberia il terreno era occupato dagli ontani della specie Alnus fruticosa, che crescevano durante i periodi interglaciali o interstadiali se il clima era abbastanza caldo. Mayer e altri studiosi hanno scoperto che, nel corso degli ultimi 15.000 anni, gli ontani hanno vissuto su queste isole tra i 12.200 e i 12.500 anni BP (datazione al radiocarbonio), durante un periodo interstadiale, che però non era rapportabile al "periodo dei mammuth" citato da von Toll. Andreev datò altri sedimenti contenenti polline di ontano all'ultimo stadio dell'Eemiano, circa 114-130.000 anni fa. Scoprì anche alcuni fossili di vertebrati di età compresa tra i 114.000 e i 26.000 BP. Questi sedimenti pleisocenici coprono il paleosol pliocenico e sono cementati dal permafrost.

### Clima
Le temperatura media annuale dell'isola, misurata dalla stazione meteorologica Šalaurova, nella parte sud-est dell'isola, è di -13,6 °C; il mese più freddo è gennaio con una temperatura media di -31 °C e quello più caldo è agosto con una media di 2,4 °C.

### Flora
La vegetazione dell'isola comprende erbe crittogame basse e resistenti, muschi, licheni, epatiche, giunchi e carici (tutte piante tipiche della tundra), che coprono circa il 40-80% della superficie e crescono solitamente su un terreno umido, a grana fine e ondulato. Sulle superfici piane o leggermente ondulate, che possono essere sia secche che umide, crescono le stesse piante citate in precedenza, ad eccezione dei carici. Questi, insieme a cespugli nani, formano invece il 2-40% del suolo, sparpagliati in zone umide, come torbiere e acquitrini, dove crescono soprattutto briofite e crittogame.

## Isole adiacenti
- Isola Chopto-Terer (остров Хопто-Терер, ostrov Chopto-Terer), un isolotto a poco più di 500 m[1] da capo Šalaurov, all'estremità sud-est di Bol'šoj Ljachovskij. 73°12′32.04″N 143°37′33.06″E
- Altre isole senza nome si trovano: 3 nel banco Boruoga, lungo la costa nord-occidentale; 2 nel banco marino a sud di capo Orto-Jurjach; 2 alla foce del Chastyr; 2 nel tratto finale e 1 alla foce della Bludnaja.